# Isla del Castril
La isla del Castril, también conocida como Las Lastras de Pechón, es una isla española situada en la península de Pechón, delimitada por las rías de Tina Menor y Tina Mayor, en Cantabria ya límite con Asturias. Se trata de una isleta de 1,3 hectáreas, pedregosa y sin vegetación, rodeada de arrecife y hacia la que se proyecta desde la playa de Amió un tómbolo arenoso muy estrecho que sólo en las mayores bajamares llega a unirla a tierra firme.
- Datos: Q3394732